# Vitorlázás a 2012. évi nyári olimpiai játékokon
A 2012. évi nyári olimpiai játékokon a vitorlázás versenyeit július 28. és augusztus 11. között rendezték meg. Összesen 10 versenyszámban avattak olimpiai bajnokot.

## Éremtáblázat
| A 2012. évi nyári olimpiai játékok éremtáblázata vitorlázásban | A 2012. évi nyári olimpiai játékok éremtáblázata vitorlázásban | A 2012. évi nyári olimpiai játékok éremtáblázata vitorlázásban | A 2012. évi nyári olimpiai játékok éremtáblázata vitorlázásban | A 2012. évi nyári olimpiai játékok éremtáblázata vitorlázásban | Olimpia  |
| -------------------------------------------------------------- | -------------------------------------------------------------- | -------------------------------------------------------------- | -------------------------------------------------------------- | -------------------------------------------------------------- | -------- |
|                                                                | Ország                                                         | Arany                                                          | Ezüst                                                          | Bronz                                                          | Összesen |
| 1.                                                             | Ausztrália (AUS)                                               | 3                                                              | 1                                                              | 0                                                              | 4        |
| 2.                                                             | Spanyolország (ESP)                                            | 2                                                              | 0                                                              | 0                                                              | 2        |
| 3.                                                             | Nagy-Britannia (GBR)                                           | 1                                                              | 4                                                              | 0                                                              | 5        |
| 4.                                                             | Hollandia (NED)                                                | 1                                                              | 1                                                              | 1                                                              | 3        |
| 5.                                                             | Új-Zéland (NZL)                                                | 1                                                              | 1                                                              | 0                                                              | 2        |
| 6.                                                             | Svédország (SWE)                                               | 1                                                              | 0                                                              | 1                                                              | 2        |
| 7.                                                             | Kína (CHN)                                                     | 1                                                              | 0                                                              | 0                                                              | 1        |
|                                                                |                                                                |                                                                |                                                                |                                                                |          |
| 8.                                                             | Dánia (DEN)                                                    | 0                                                              | 1                                                              | 1                                                              | 2        |
| 8.                                                             | Finnország (FIN)                                               | 0                                                              | 1                                                              | 1                                                              | 2        |
| 10.                                                            | Ciprus (CYP)                                                   | 0                                                              | 1                                                              | 0                                                              | 1        |
|                                                                |                                                                |                                                                |                                                                |                                                                |          |
| 11.                                                            | Lengyelország (POL)                                            | 0                                                              | 0                                                              | 2                                                              | 2        |
| 12.                                                            | Argentína (ARG)                                                | 0                                                              | 0                                                              | 1                                                              | 1        |
| 12.                                                            | Belgium (BEL)                                                  | 0                                                              | 0                                                              | 1                                                              | 1        |
| 12.                                                            | Brazília (BRA)                                                 | 0                                                              | 0                                                              | 1                                                              | 1        |
| 12.                                                            | Franciaország (FRA)                                            | 0                                                              | 0                                                              | 1                                                              | 1        |
|                                                                |                                                                |                                                                |                                                                |                                                                |          |
| Összesen                                                       | Összesen                                                       | 10                                                             | 10                                                             | 10                                                             | 30       |

## Érmesek

### Férfi
| A 2012. évi nyári olimpiai játékok érmesei férfi vitorlázásban |                                                    |                                                       |                                                       |
| Versenyszám                                                    | Arany                                              | Ezüst                                                 | Bronz                                                 |
| Szörfvitorlázás                                                | Dorian van Rijsselberghe · Hollandia (NED)         | Nick Dempsey · Nagy-Britannia (GBR)                   | Przemysław Miarczyński · Lengyelország (POL)          |
| Laser                                                          | Tom Slingsby · Ausztrália (AUS)                    | Pávlosz Kondídisz · Ciprus (CYP)                      | Rasmus Myrgren · Svédország (SWE)                     |
| Finn dingi                                                     | Ben Ainslie · Nagy-Britannia (GBR)                 | Jonas Høgh-Christensen · Dánia (DEN)                  | Jonathan Lobert · Franciaország (FRA)                 |
| 470-es osztály                                                 | Ausztrália (AUS) · Mathew Belcher · Malcolm Page   | Nagy-Britannia (GBR) · Luke Patience · Stuart Bithell | Argentína (ARG) · Lucas Calabrese · Juan de la Fuente |
| Csillaghajó                                                    | Svédország (SWE) · Fredrik Lööf · Max Salminen     | Nagy-Britannia (GBR) · Iain Percy · Andrew Simpson    | Brazília (BRA) · Robert Scheidt · Bruno Prada         |
| Könnyű 49-es dingi                                             | Ausztrália (AUS) · Nathan Outteridge · Iain Jensen | Új-Zéland (NZL) · Peter Burling · Blair Tuke          | Dánia (DEN) · Allan Nørregaard · Peter Lang           |

### Női
| A 2012. évi nyári olimpiai játékok érmesei női vitorlázásban |                                                                          |                                                                |                                                                   |
| Versenyszám                                                  | Arany                                                                    | Ezüst                                                          | Bronz                                                             |
| Szörfvitorlázás                                              | Marina Alabau · Spanyolország (ESP)                                      | Tuuli Petäjä · Finnország (FIN)                                | Zofia Klepacka · Lengyelország (POL)                              |
| Laser radial                                                 | Hszü Li-csia (Xu Lijia) · Kína (CHN)                                     | Marit Bouwmeester · Hollandia (NED)                            | Evi Van Acker · Belgium (BEL)                                     |
| 470-es osztály                                               | Új-Zéland (NZL) · Jo Aleh · Olivia Pownie                                | Nagy-Britannia (GBR) · Hannah Mills · Saskia Clark             | Hollandia (NED) · Lisa Westerhof · Lobke Berkhout                 |
| Elliott 6m                                                   | Spanyolország (ESP) · Támara Echegoyen · Ángela Pumariega · Sofia Prieto | Ausztrália (AUS) · Olivia Price · Nina Curtis · Lucinda Whitty | Finnország (FIN) · Silja Lehtinen · Silja Kanerva · Mikaela Wulff |